# Крај Горњи (бивше насеље)
Крај Горњи је бивше насељено место у саставу старе загребачке приградске општине Запрешић, Загребачка жупанија, Република Хрватска.

## Историја
Новом територијалном организацијом у Хрватској, насеље Крај Горњи је подељено између општина Дубравица — Крај Горњи Дубравички и општине Марија Горица — Крај Горњи.

## Становништво
На попису становништва 1991. године, насељено место Крај Горњи је имало 376 становника, следећег националног састава:
| Попис 1991.‍ | Попис 1991.‍ | Попис 1991.‍ | Попис 1991.‍ | Попис 1991.‍ |
| ----------- | ----------- | ----------- | ----------- | ----------- |
|             |             |             |             |             |
| Хрвати      | Хрвати      |             | 362         | 96,27%      |
| Словенци    | Словенци    |             | 4           | 1,06%       |
| Муслимани   | Муслимани   |             | 1           | 0,26%       |
| непознато   | непознато   |             | 9           | 2,39%       |
| укупно: 376 |             |             |             |             |